# Kościół Najświętszej Maryi Panny Matki Kościoła w Tczewie
Kościół Najświętszej Maryi Panny Matki Kościoła w Tczewie – rzymskokatolicki kościół parafialny należący do
parafii pod tym samym wezwaniem (dekanat tczewski diecezji pelplińskiej). Znajduje się na osiedlu Bajkowe-Piotrowo. Kościół jest dwukondygnacyjny.

## Historia
Jest to trzecia, co do kolejności powstania świątynia w mieście. 19 czerwca 1978 wydano decyzję o budowie nowego kościoła na Suchostrzygach. W czerwcu 1980 rozpoczęto budowę kaplicy, którą poświęcono 8 grudnia tegoż roku. Dekretem biskupa chełmińskiego, Bernarda Czaplińskiego z 8 sierpnia 1980 ustanowiono nową parafię pw. NMP Matki Kościoła. Budowę kościoła rozpoczęto w 1982 roku. Kamień węgielny wmurowany w substancję ceglaną  kościoła składa się z trzech kamieni z bazylik rzymskich - Św. Jana na Lateranie, Matki Boskiej Większej i z kościoła Quo Vadis. Owe trzy kamienie, jako jeden kamień węgielny  poświęcił papież Jan Paweł II w Rzymie, 6 października 1983 roku.
Treść powyższa umieszczona jest na frontowej płaszczyźnie czcionką majuskułową z widocznymi kamieniami z Rzymu., który następnie umieszczony został w ścianie kościoła. 31 maja 1993 poświęcono 3 dzwony, zakupione od parafii św. Józefa. W 1996 ukończono sufit. Budowę kościoła zakończono w 1998 roku. W dniu 15 września 1998 roku świątynia została poświęcona przez Nuncjusza Apostolskiego w Polsce arcybiskupa Józefa Kowalczyka oraz biskupa pelplińskiego Jana Bernarda Szlagę w obecności arcybiskupów i biskupów: Henryka Muszyńskiego, Mariana Przykuckiego, Edmunda Piszcza, Andrzeja Śliwińskiego i Piotra Krupy.

## Dzwony
Przy kościele znajduje się dzwonnica z trzema dzwonami. Miały one pierwotnie zawisnąć na wieży kościoła św. Józefa w Tczewie, lecz z obawy o jej stan techniczny zrezygnowano z ich zawieszenia. Instrumenty zostały poświęcone 31 maja 1993 przez ks. bpa Jana Bernarda Szlagę. Dane dzwonów:

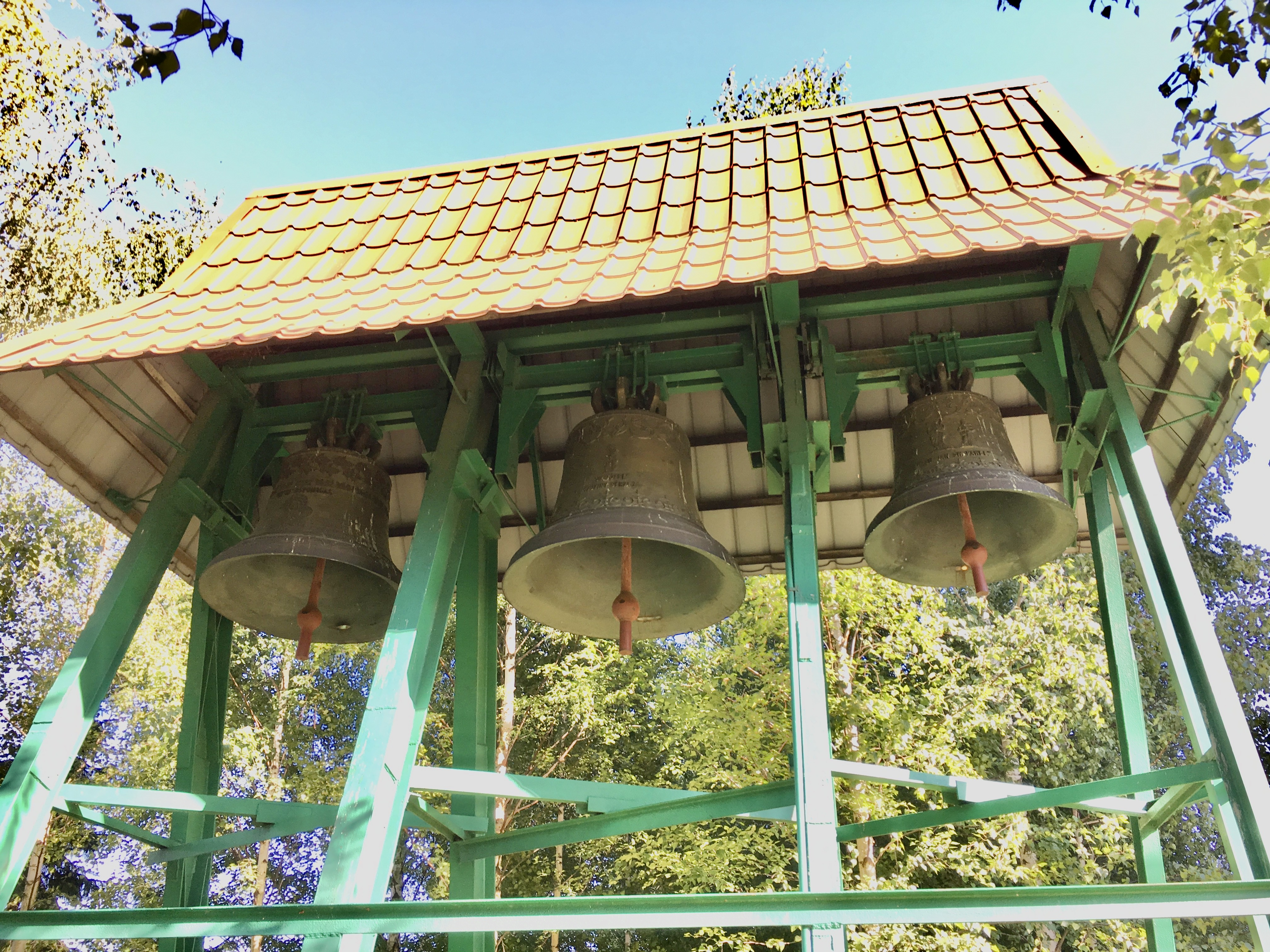
Dzwonnica

| Imię                | Waga     | Średnica | Ton   | Rok odlania | Ludwisarnia          |
| ------------------- | -------- | -------- | ----- | ----------- | -------------------- |
| św. Jan i św. Paweł | ~750 kg  | 106 cm   | g'    | 1987        | Felczyńscy, Taciszów |
| Maryja              | ~950 kg  | 118 cm   | f'    | 1991        | Felczyńscy, Taciszów |
| św. Józef           | ~1450 kg | 131 cm   | e'(-) | 1986        | Felczyńscy, Taciszów |